# Odilo Globocnik
Odilo Lotario Globocnik (ur. 21 kwietnia 1904 w Trieście, zm. 31 maja 1945 w Paternion) – austriacki nazista pochodzenia słoweńskiego, wysokiej rangi funkcjonariusz NSDAP i SS, zbrodniarz wojenny, jeden z głównych organizatorów i wykonawców Zagłady Żydów.
Był synem oficera cesarsko-królewskiej armii. Rodzina planowała dla niego karierę wojskową, lecz plany te pokrzyżował rozpad monarchii austro-węgierskiej. Od lat szkolnych był związany z organizacjami o charakterze nacjonalistycznym i antysemickim. W 1931 roku wstąpił do austriackiej NSDAP, szybko awansując na stanowisko zastępcy gauleitera Karyntii. Po delegalizacji partii zaangażował się w działalność podziemną. W latach 1933–1937 był sześciokrotnie zatrzymywany, m.in. pod zarzutem zdrady stanu i działalności terrorystycznej. Wstąpił do SS, a jej przywódca Heinrich Himmler stał się jego mentorem i protektorem. Po Anschlussie mianowano go gauleiterem Wiednia, jednakże w styczniu 1939 roku został pozbawiony stanowiska z powodu nieudolności i podejrzanych machinacji finansowych.
W stopniu podoficera SS wziął udział w kampanii wrześniowej. Po jej zakończeniu Himmler mianował go Dowódcą SS i Policji w dystrykcie lubelskim Generalnego Gubernatorstwa. Na nowym stanowisku organizował represje wobec polskiej inteligencji i duchowieństwa. Był także współodpowiedzialny za masowe egzekucje sowieckich jeńców wojennych. Opowiadał się za szybkim przekształceniem dystryktu w niemiecki obszar osiedleńczy. Zdaniem Bogdana Musiała jest prawdopodobne, iż to on opracował plan wymordowania polskich Żydów w obozach zagłady, a następnie przekonał do niego Himmlera. Kierował rozpoczętą w marcu 1942 roku akcją „Reinhardt”, podczas której w obozach śmierci i masowych egzekucjach zgładzono około 1,8 mln Żydów z Generalnego Gubernatorstwa i Okręgu Białystok. Ponadto zainicjował i kierował rozpoczętą w listopadzie 1942 roku operacją wysiedleńczo-pacyfikacyjną na Zamojszczyźnie.
We wrześniu 1943 roku z powodu konfliktu z administracją cywilną został odwołany z Lublina i przeniesiony na stanowisko Wyższego Dowódcy SS i Policji w Strefie Operacyjnej Regionu Wybrzeża Adriatyku. Odpowiadał tam za eksterminację miejscowych Żydów oraz walkę z jugosłowiańską i włoską partyzantką. 31 maja 1945 roku został aresztowany przez żołnierzy brytyjskich w swej górskiej kryjówce nieopodal Paternion. Jeszcze tego samego dnia popełnił samobójstwo przez zażycie cyjanku potasu.

## Młodość
Urodził się 21 kwietnia 1904 roku w Trieście, należącym podówczas do monarchii austro-węgierskiej. Był trzecim z czworga dzieci Franza Globočnika (Globotschniga) i Anny z d. Pecsinka (Petschinka). Jego ojciec był porucznikiem cesarsko-królewskiej armii, który po zawarciu małżeństwa w 1898 w Slavinie przeszedł do rezerwy i został urzędnikiem pocztowym. Przodkowie po mieczu byli niemieckojęzycznymi mieszkańcami miasteczka Tržič w słoweńskiej Górnej Krainie. Co najmniej od czwartego pokolenia wstecz posługiwali się nazwiskiem Globotschnig, natomiast ojciec podpisywał się już jako Globočnik. Matka była z kolei córką radcy sądowego. Pochodziła z Vršaca w Banacie i miała węgierskie korzenie, lecz identyfikowała się całkowicie jako Niemka. Odilo był jedynym synem w rodzinie.
W latach 1910–1914 uczęszczał do szkoły ludowej w Trieście, w której językiem wykładowym był włoski. Po wybuchu I wojny światowej jego ojciec został zmobilizowany i skierowany do służby w warsztatach etapowych w miejscowości Landschütz w Zalitawii (ob. Bernolákovo na Słowacji). Wraz z nim przeniosła się tam cała rodzina. W grudniu 1915 roku jedenastoletni Odilo rozpoczął naukę w Niższej Realnej Szkole Wojskowej w St. Pölten (Militär-Unterrealschule). Przygotowywała ona uczniów do nauki na jednej z wyższych szkół wojskowych, a w dalszej perspektywie – do kariery oficerskiej. Globocnik dał się poznać jako dobry uczeń; rok szkolny 1916/1917 zakończył z ósmą lokatą. Wojenna klęska i rozpad monarchii austro-węgierskiej uniemożliwiły mu ukończenie nauki i pokrzyżowały plany kariery wojskowej. W 1918 roku po zajęciu Triestu przez Włochy rodzina Globočników przeniosła się do Klagenfurtu. Odilo przez pięć miesięcy uczęszczał do tamtejszej Realschule, a następnie rozpoczął naukę w Państwowej Szkole Przemysłowej (Höhere Staatsgewerbeschule Klagenfurt).
W grudniu 1919 roku zmarł jego ojciec, co spowodowało drastyczne pogorszenie sytuacji materialnej rodziny. Aby zarobić na czesne młody Globocnik był zmuszony pracować jako tragarz na dworcu w Klagenfurcie. Tymczasem pretensje terytorialne do południowej części Karyntii zaczęło zgłaszać nowo powstałe Królestwo Serbów, Chorwatów i Słoweńców. Zimą 1918/1919 rozgorzały tam walki pomiędzy karynckim Heimatschutzem a słoweńską milicją wspieraną przez regularną armię SHS. Uczestniczył w nich również Globocnik. W jego życiorysach publikowanych w III Rzeszy podawano, że za postawę na polu walki odznaczono go Krzyżem Karynckim. Informacja ta nie znajduje jednak potwierdzenia w oficjalnych dokumentach z tego okresu. Johannes Sachslehner przypuszczał, że z racji młodego wieku Globocnik mógł co najwyżej służyć w formacjach pomocniczych. Po zawarciu rozejmu i rozpisaniu plebiscytu aktywnie uczestniczył w kampanii na rzecz pozostania południowej Karyntii w granicach Austrii. W latach szkolnych należał także do skrajnie nacjonalistycznych i antysemickich korporacji akademickich „Marcomannia” i „Teutonia”. Działalność polityczna kolidowała z nauką; w 1921 roku groziło mu nawet usunięcie ze szkoły. Ostatecznie w lipcu 1923 roku z wyróżnieniem zdał maturę.
W 1922 roku poznał dwa lata młodszą Gretę Michner, z którą wkrótce się zaręczył. Ojciec dziewczyny, Emil Michner, był podpułkownikiem w stanie spoczynku i aktywnym działaczem karynckiego Heimatschutzu. Dzięki jego protekcji Globocnik został zatrudniony jako kierownik budowy w przedsiębiorstwie gospodarki wodnej KÄWAG. Latem 1925 roku rozpoczął studia wyższe w Wiedniu, jednakże z nieznanych przyczyn przerwał je po kilku miesiącach. Ponownie zatrudnił się w KÄWAG, a później pracował w klagenfurckiej firmie budowlanej należącej do inż. Rudolfa Rapatza.

## Działalność w austriackiej NSDAP
Globocnik, który od lat szkolnych sympatyzował z ruchami skrajnie prawicowymi, szybko uległ fascynacji ideologią nazistowską. 1 marca 1931 roku wstąpił do austriackiej NSDAP. Otrzymał legitymację członkowską o numerze 442 939. Początkowo piastował stanowisko kierownika propagandy Narodowosocjalistycznej Organizacji Komórek Zakładowych w okręgu partyjnym Karyntia. W 1933 roku awansował na stanowisko zastępcy gauleitera Karyntii.
19 czerwca 1933 roku rząd Austrii zakazał działalności NSDAP i jej organizacji afiliowanych. 30 sierpnia tegoż roku Globocnik został aresztowany po raz pierwszy. Zarzucono mu, że stojąc pod oknami aresztu w Klagenfurcie rozmawiał na tematy polityczne z osadzonymi tam nazistami. Szybko wyszedł na wolność, lecz osiemnaście dni później aresztowano go ponownie, tym razem pod zarzutem prowadzenia narodowosocjalistycznej agitacji. Dzięki zabiegom ojca narzeczonej, który interweniował u szefa rządu krajowego Karyntii, został zwolniony z aresztu. Trzeci raz zatrzymano go w listopadzie 1933 roku. Tym razem zarzuty były o wiele poważniejsze; Globocnika podejrzewano, iż był zamieszany w organizację licznych zamachów bombowych. Między innymi miał rzekomo wrzucić bombę do zakładu jubilerskiego w wiedeńskiej dzielnicy Meidling, zabijając żydowskiego właściciela oraz jednego z klientów. Po raz kolejny interwencja Emila Michnera sprawiła jednak, że postępowanie prokuratorskie zostało umorzone. W czerwcu 1934 roku został zwolniony z firmy Rudolfa Rapatza, gdyż bez wiedzy pracodawcy ukrył materiały wybuchowe w jednym z firmowych składów budowlanych. Od tego momentu poświęcił się całkowicie „pracy partyjnej”. 1 września 1934 roku wstąpił do SS, uzyskując numer członkowski 292 776.
Członkostwo w SS znacznie przyspieszyło karierę partyjną Globocnika. Reinhard Heydrich powierzył mu zadanie rozbudowy Służby Specjalnej Okręgu Karyntia (Sonderdienst der Gauleitung) i jej zintegrowania ze strukturami SS. Globocnik był zaangażowany w szereg nielegalnych przedsięwzięć: pomoc poszukiwanym nazistom w ucieczce z Austrii, przemyt broni, ładunków wybuchowych i materiałów propagandowych, organizowanie funduszy na działalność nazistowską. Członkowie podległych mu struktur SS skutecznie infiltrowali austriacki aparat państwowy. W związku ze swą podziemną działalnością wielokrotnie podróżował do Niemiec. Posługiwał się około 20–30 pseudonimami. W grudniu 1934 roku został aresztowany przez austriacką policję. Szeroko zakrojone śledztwo pozwoliło udowodnić mu zdradę stanu i doprowadziło do wymierzenia mu kary sześciu miesięcy pozbawienia wolności. Nie wiadomo, czy odsiedział cały wyrok. Po wyjściu z więzienia powrócił do działalności konspiracyjnej.
Skutecznie kreując swój wizerunek, budując sojusze oraz korzystając z faktu, iż wielu „starych bojowników” zostało aresztowanych i w ten sposób przejściowo wyłączonych z działalności partyjnej, młody Globocnik szybko wzmacniał swoją pozycję w strukturach austriackiej NSDAP. Pod koniec sierpnia 1935 roku po raz kolejny aresztowano go pod zarzutem zdrady stanu. Został skazany na karę sześciu miesięcy pozbawienia wolności, lecz dzięki amnestii ogłoszonej przez rząd kanclerza Schuschnigga wyrok zmniejszono do 70 dni więzienia. 16 lipca 1936 roku wraz ze swym przyjacielem i współpracownikiem Friedrichem Rainerem został po raz pierwszy przyjęty przez Adolfa Hitlera. Spotkanie, do którego doszło w Berghofie, przebiegło w chłodnej atmosferze, gdyż Führer dał swoim gościom wyraźnie do zrozumienia, iż nie życzy sobie, aby austriacka NSDAP kontynuowała działalność terrorystyczną lub podejmowała jakiekolwiek inne działania, które mogłyby zaszkodzić relacjom dyplomatycznym między III Rzeszą a Austrią. Obaj młodzi naziści podporządkowali się temu rozkazowi.
Wkrótce Globocnik i Rainer znaleźli się w ostrym konflikcie z przywódcą austriackiej NSDAP Josefem Leopoldem, który nie akceptował umiarkowanej linii narzuconej przez Hitlera oraz podejrzewał, iż „grupa karyncka” zamierza osłabić jego wpływy w partii. W sierpniu 1937 roku Leopold doprowadził do usunięcia obu Karyntyjczyków z szeregów partii. Decyzję tę skutecznie zawetował jednak szef austriackiej SS Ernst Kaltenbrunner, któremu poparcia udzielił Heinrich Himmler. Ostatecznie Leopold został w lutym 1938 roku pozbawiony przez Hitlera władzy nad austriacką NSDAP. W międzyczasie, w lipcu 1937 roku, Globocnik został aresztowany po raz szósty, jednakże na polecenie szefa austriackiej policji Michaela Skubla jeszcze tego samego dnia unieważniono nakaz jego zatrzymania i wypuszczono go na wolność.
Globocnik był jedną z osób, które doprowadziły do spotkania Schuschnigga z Hitlerem 12 lutego 1938 roku w Berghofie. Führer wymusił wtedy na kanclerzu zgodę na zalegalizowanie działalności austriackiej NSDAP i powierzenie teki ministra spraw wewnętrznych naziście Arthurowi Seyss-Inquartowi. Gdy kilka tygodni później Schuschnigg podjął próbę wycofania się z tych ustaleń i rozpisania plebiscytu niepodległościowego, Globocnik osobiście zawiózł Hitlerowi list Seyss-Inquarta, po czym powrócił do Wiednia z instrukcjami, które dawały austriackim nazistom wolną rękę w działaniach wymierzonych w rząd. W dniach poprzedzających Anschluss wraz z Rainerem pośredniczył w kontaktach między Berlinem a Seyss-Inquartem. Naraził się wtedy Reichsmarschallowi Hermannowi Göringowi, gdyż poinformował go przedwcześnie, iż prezydent Wilhelm Miklas zgodził się powierzyć Seyss-Inquartowi misję utworzenia rządu. Owa fałszywa informacja chwilowo opóźniła wkroczenie wojsk niemieckich do Austrii. Gdy austriackie władze zdecydowały się skapitulować przed naciskami Hitlera, Globocnik jako samozwańczy „pełnomocnik rządu” ulokował się w urzędzie kanclerskim, aktywnie uczestnicząc w procesie przejmowania władzy przez nazistów. Wchodził w skład delegacji, która wczesnym rankiem 12 marca 1938 na podwiedeńskim lotnisku Aspern powitała Reichsführera-SS Himmlera. Jeszcze tego samego dnia wraz z Seyss-Inquartem uczestniczył w uroczystym powitaniu Hitlera w jego rodzinnym Linzu.

## Gauleiter Wiednia

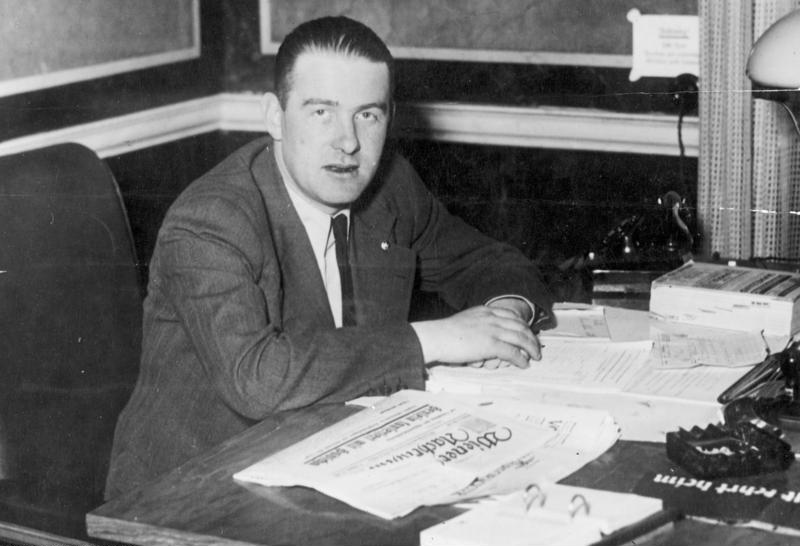
Globocnik jako gauleiter Wiednia

13 marca 1938 roku Globocnik został kierownikiem sztabu Huberta Klausnera, nowego szefa austriackiej NSDAP. Dwa dni później mianowano go także sekretarzem stanu bez teki w rządzie krajowym namiestnika Rzeszy. Ponadto otrzymał awans do stopnia SS-Standartenführera i uzyskał mandat posła do Reichstagu. Nie były to jednak stanowiska, które zadowalałyby jego ambicję. Przez krótki czas rozważał powrót do Karyntii, ostatecznie postanowił jednak ubiegać się o stanowisko gauleitera Wiednia. Zabiegi Globocnika napotkały na opór ze strony innych prominentnych nazistów, jednakże decydujący okazał się fakt, że w partyjnej rozgrywce po jego stronie opowiedzieli się Heinrich Himmler i Reinhard Heydrich. Ostatecznie 23 maja 1938 roku Hitler powierzył młodemu Karyntyjczykowi upragnione stanowisko.
Szybko stało się jasne, że Globocnik mimo osobistego zapału nie posiada kompetencji niezbędnych do sprawowania tak wysokiego urzędu. Wśród Wiedeńczyków był niepopularny z powodu swej pompatyczności i demagogii. Nie potrafił zapobiec chaosowi i gospodarczej zapaści, których przyczyną była m.in. usilnie forsowana „aryzacja”. Wprowadzenie w Austrii niemieckiego podatku od wynagrodzeń wywołało wręcz niepokoje wśród wiedeńskich robotników, którym gauleiter nie był w stanie zapobiec (styczeń 1939). Wdał się również w konflikt z Kościołem katolickim. Gdy 7 października 1938 roku środowiska katolickie zorganizowały w Wiedniu pokojową manifestację, nazistowscy bojówkarze napadli na pałac kardynała Innitzera i ciężko poturbowali wikarego katedry św. Szczepana. Globocnik zorganizował następnie gwałtowną kampanię propagandową przeciw duchowieństwu. Owe wydarzenia ostatecznie poróżniły go z Seyss-Inquartem i umiarkowanym skrzydłem austriackiej NSDAP. 
W pierwszych miesiącach jego urzędowania wiadomości radiowe były ze względów taktycznych nadawane po czesku na użytek czeskiej mniejszości, co stało się pretekstem do żartów ze słowiańskiego pochodzenia Globocnika. Gauleiter nie zaakceptował regermanizacji własnego nazwiska w formie Globotschnigg, którą stosował przez pewien czas nazistowski dziennik „Völkischer Beobachter”.
Jako gauleiter był współodpowiedzialny za prześladowania ludności żydowskiej. 2 sierpnia 1938 roku na wiedeńskim dworcu Nordwestbahnhof otworzył antysemicką wystawę „Wieczny Żyd”. W czasie „nocy kryształowej” organizował pogromy w Wiedniu i Karyntii. W samym tylko Wiedniu spalono wtedy 42 synagogi i zamknięto ponad 4 tys. żydowskich sklepów. Aresztowano także 6547 Żydów, z czego 3700 wysłano po kilku dniach do KL Dachau.
Pozycję Globocnika w nazistowskiej hierarchii podważyły ostatecznie jego finansowe machinacje. Jako gauleiter Wiednia prowadził nieprzejrzystą i samowolną politykę finansową, nie zważając zupełnie na partyjne regulacje. Pragnąc stworzyć własne imperium prasowe, bez zgody głównego skarbnika NSDAP przeznaczył blisko 300 tys. reichsmarek z partyjnego budżetu na zakup upadającego wydawnictwa Adolf Luser Verlag. Bez zezwolenia skarbnika dokonywał także transakcji na rynku nieruchomości oraz udzielał przyjaciołom i protegowanym nieoprocentowanych pożyczek. Otworzył nawet tajne konta, które funkcjonowały równolegle do oficjalnej księgowości wiedeńskiego Gau. Zarówno on sam, jak i jego protegowani wzbogacali się kosztem prześladowanych Żydów, m.in. w trakcie „nocy kryształowej”. W pewnym momencie centrala NSDAP zażądała, aby Globocnik do 6 grudnia 1938 roku przesłał szczegółowy raport na temat sytuacji finansowej okręgu. Gauleiter nie dotrzymał wyznaczonego terminu, zamiast tego udał się do Berlina w poszukiwaniu sojuszników. Jego zabiegi spełzły jednak na niczym, gdyż w tym czasie był już skonfliktowany ze znaczną częścią nazistowskiej hierarchii.
30 stycznia 1939 roku Hitler odwołał go ze stanowiska gauleitera – oficjalnie „na jego własną prośbę”. W tym krytycznym momencie dla swojej kariery Globocnik otrzymał jednak wsparcie od niezmiennie mu życzliwego Himmlera. 1 lutego 1939 roku został przydzielony do jego osobistego sztabu. Następnie udał się na miesięczny urlop, po czym 1 marca rozpoczął trzymiesięczne szkolenie wojskowe w pułku SS-Verfügungstruppe „Der Führer”. Po jego ukończeniu został skierowany na kurs dla kadry dowódczej w pułku SS-VT „Germania”.

## II wojna światowa

### Dowódca SS i Policji w Lublinie

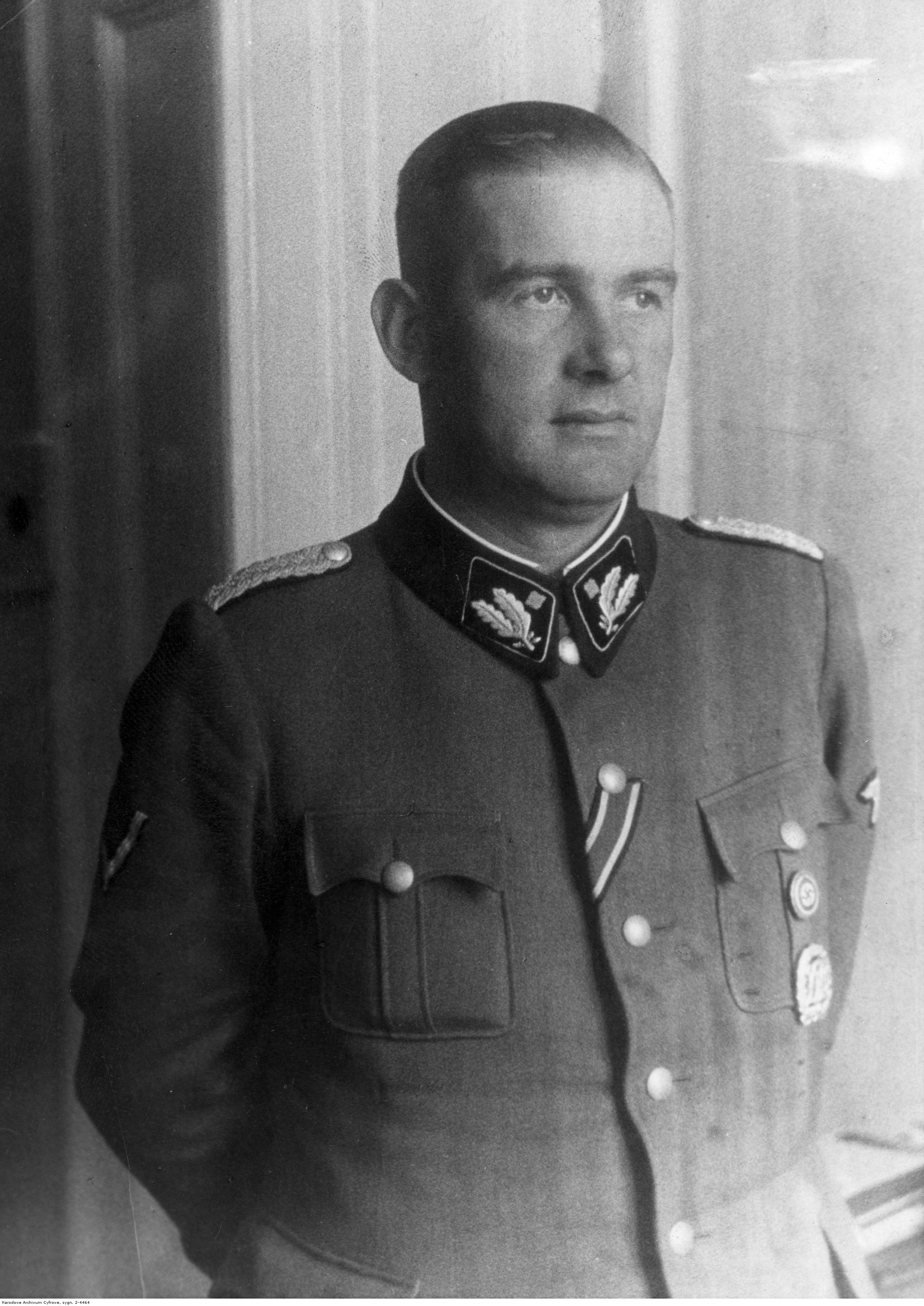
Globocnik jako SSPF w dystrykcie lubelskim

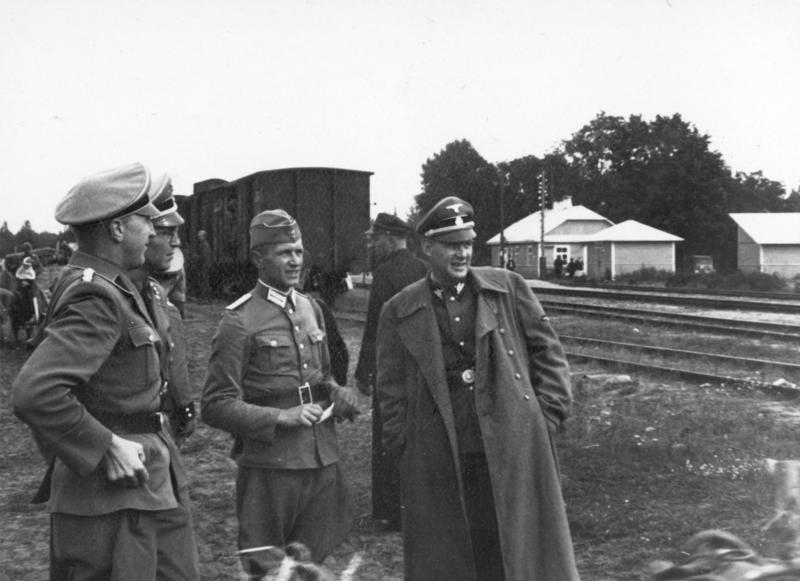
Globocnik nadzorujący akcję osiedlania Niemców z Wołynia, rok 1940

We wrześniu 1939 roku jako podoficer w pułku SS-VT „Germania” wziął udział w kampanii przeciwko Polsce. 1 listopada tegoż roku Himmler mianował go Dowódcą SS i Policji (SS- und Polizeiführer – SSPF) w dystrykcie lubelskim Generalnego Gubernatorstwa. Tym samym Globocnik stał się najwyższym zwierzchnikiem wszystkich jednostek SS oraz regularnych i pomocniczych formacji policyjnych, które działały na terenie dystryktu. Urzędowanie w Lublinie rozpoczął 9 listopada. Wraz z objęciem nowego stanowiska został awansowany na stopień SS-Brigadeführera. Wiele stanowisk w jego sztabie objęli austriaccy esesmani, gdyż Globocnik chętnie otaczał się rodakami z Karyntii.
Dzień, w którym Globocnik rozpoczął urzędowanie, był jednocześnie pierwszym dniem szeroko zakrojonej akcji represyjnej wymierzonej w polską inteligencję. W ciągu kilkunastu dni w więzieniu na Zamku w Lublinie osadzono ponad 250 osób, w tym 16 wykładowców Katolickiego Uniwersytetu Lubelskiego, 80 nauczycieli, 31 sędziów i adwokatów, ponad 100 duchownych. 17 listopada władze niemieckie formalnie zamknęły KUL. Tego samego dnia Gestapo wtargnęło do gmachu kurii biskupiej, gdzie aresztowało ordynariusza diecezji lubelskiej, ks. biskupa Mariana Fulmana, sufragana lubelskiego, ks. biskupa Władysława Gorala, oraz kilkunastu innych duchownych. Obaj biskupi zostali wyrokiem sądu doraźnego skazani na karę śmierci. Na skutek interwencji Watykanu wyrok zmieniono jednak na karę dożywotniego więzienia, a skazanych wraz z grupą innych duchownych wywieziono do KL Sachsenhausen. W pierwszym okresie niemieckiej okupacji żadna inna diecezja w Generalnym Gubernatorstwie nie padła ofiarą tak ostrych represji. Z tego powodu Józef Marszałek przypuszczał, że rozprawa z lubelską kurią była osobistą inicjatywą Globocnika.
W pierwszych tygodniach jego urzędowania miały miejsce liczne egzekucje. 23 grudnia 1939 roku na starym cmentarzu żydowskim w Lublinie niemieccy policjanci rozstrzelali dziesięciu szanowanych obywateli miasta – urzędników, prawników, naukowców, nauczycieli i duchownych – a wraz z nimi także dwóch kryminalistów. W kolejnych tygodniach zbiorowe egzekucje Polaków miały miejsce także na lubelskich gliniankach oraz w Lubartowie. W grudniu 1939 roku w trakcie tzw. marszu śmierci z Chełma do Hrubieszowa 5. szwadron kawalerii SS zastrzelił co najmniej 440 Żydów. Ponadto 12 stycznia 1940 roku rozstrzelano w Chełmie 420 pacjentów tamtejszego szpitala psychiatrycznego, a następnego dnia – 600 Żydów przywiezionych z Lublina.
Wiosną 1940 roku w Generalnym Gubernatorstwie rozpoczęła się kolejna akcja represyjna wymierzona w „polską warstwę przywódczą”. Okupanci ochrzcili ją kryptonimem Akcja AB. Nie ominęła dystryktu lubelskiego, gdzie w czerwcu 1940 roku Gestapo przeprowadziło masowe aresztowania członków ruchu oporu, działaczy społecznych i politycznych, nauczycieli, prawników, urzędników i duchownych. Ponad tysiąc zatrzymanych deportowano do obozów koncentracyjnych. Od 450 do 500 osób rozstrzelano natomiast w Rurach Jezuickich pod Lublinem. Egzekucje miały także miejsce w Kumowej Dolinie koło Chełma, gdzie policja bezpieczeństwa zamordowała co najmniej 115 osób.
Globocnik wykazywał duże zainteresowanie „kwestią żydowską”. W szczególności zależało mu na przejęciu kontroli nad żydowskimi robotnikami przymusowymi. Z jego inicjatywy w grudniu 1939 roku przy ul. Lipowej w Lublinie rozpoczęto budowę obozu pracy dla Żydów. Był to pierwszy tego typu obóz w Generalnym Gubernatorstwie. Z kolei wiosną 1940 roku Globocnik zainicjował budowę długiego na 50 kilometrów rowu przeciwczołgowego wzdłuż granicy niemiecko-sowieckiej. W tym celu polecił zorganizować na obszarze przygranicznym sieć obozów pracy z obozem w Bełżcu jako obozem centralnym. W tragicznych warunkach przetrzymywano tam tysiące żydowskich mężczyzn, a także pewną liczbę Polaków oraz Romów i Sinti. W dystrykcie lubelskim utworzono łącznie 58 obozów pracy. Globocnik działał przy tym w sposób całkowicie arbitralny, bezceremonialnie wkraczając w kompetencje administracji cywilnej, której formalnie podlegały urzędy pracy. Ofiarą łapanek urządzanych przez podległe mu jednostki policji i Selbstschutzu często padali żydowscy robotnicy, którzy pozostawali zatrudnieni w niemieckich przedsiębiorstwach. Ten stan rzeczy doprowadził do konfliktu z gubernatorem Ernstem Zörnerem. Przy okazji nielicznych osobistych kontaktów z Żydami Globocnik okazywał brutalność i pogardę. Taras swojej rezydencji polecił wyłożyć macewami zabranymi z lubelskiego cmentarza żydowskiego.
Za Globocnikiem przez długi czas ciągnęła się niewyjaśniona sprawa jego finansowych operacji w Wiedniu. Oficjalnych wyjaśnień domagali się od niego główny skarbnik NSDAP Franz Xaver Schwarz i rewident Rzeszy Franz Müller. Dopiero w marcu 1941 roku, dzięki kilkukrotnym interwencjom Himmlera, Schwarz zgodził się udzielić Globocnikowi absolutorium.
Latem i jesienią 1941 roku podległe Globocnikowi jednostki SS i policji dopuściły się masowych zbrodni na sowieckich jeńcach wojennych. W obozach jenieckich zorganizowanych na terenie dystryktu lubelskiego funkcjonariusze SD wyszukiwali komisarzy politycznych, członków partii komunistycznej, Żydów oraz przedstawicieli azjatyckich narodów ZSRR. Ludzie ci byli następnie zabierani z obozów i potajemnie rozstrzeliwani. Z rąk funkcjonariuszy 306. batalionu policji zginęło około 5–6 tys. jeńców z obozu w Kaliłowie pod Białą Podlaską i 780 jeńców z obozu w Zamościu. Zamordowano także wielu jeńców ze Stalagu 319 w Chełmie.
W okresie lubelskim duże zmiany zaszły w życiu osobistym Globocnika. Od momentu, kiedy objął stanowisko gauleitera Wiednia, stopniowo rozpadał się jego związek z Gretą Michner. Jesienią 1939 roku brigadeführer zdecydował się zerwać zaręczyny. Oburzony ojciec dziewczyny interweniował u Rudolfa Heßa, ostatecznie za radą Himmlera niedoszły zięć wypłacił rodzinie Michnerów 15 tys. reichsmarek odszkodowania. Niedługo później nawiązał romans z młodszą o 16 lat sekretarką, Irmgard Rickheim. Latem 1941 roku para oficjalnie się zaręczyła. Związek nie zyskał jednak aprobaty matki Globocnika, a co ważniejsze – Himmlera. Ten ostatni wykorzystał przy tym fakt, iż wpłynął do niego anonimowy donos, w którym oskarżono Rickheim o nieobyczajne zachowanie. Globocnik początkowo był lojalny wobec narzeczonej, jednakże pod naciskiem Reichsführera zdecydował się ostatecznie zerwać zaręczyny (początek 1943 roku). Sprawa ta spowodowała ochłodzenie jego relacji z wieloletnim protektorem.

### Akcja „Reinhardt”

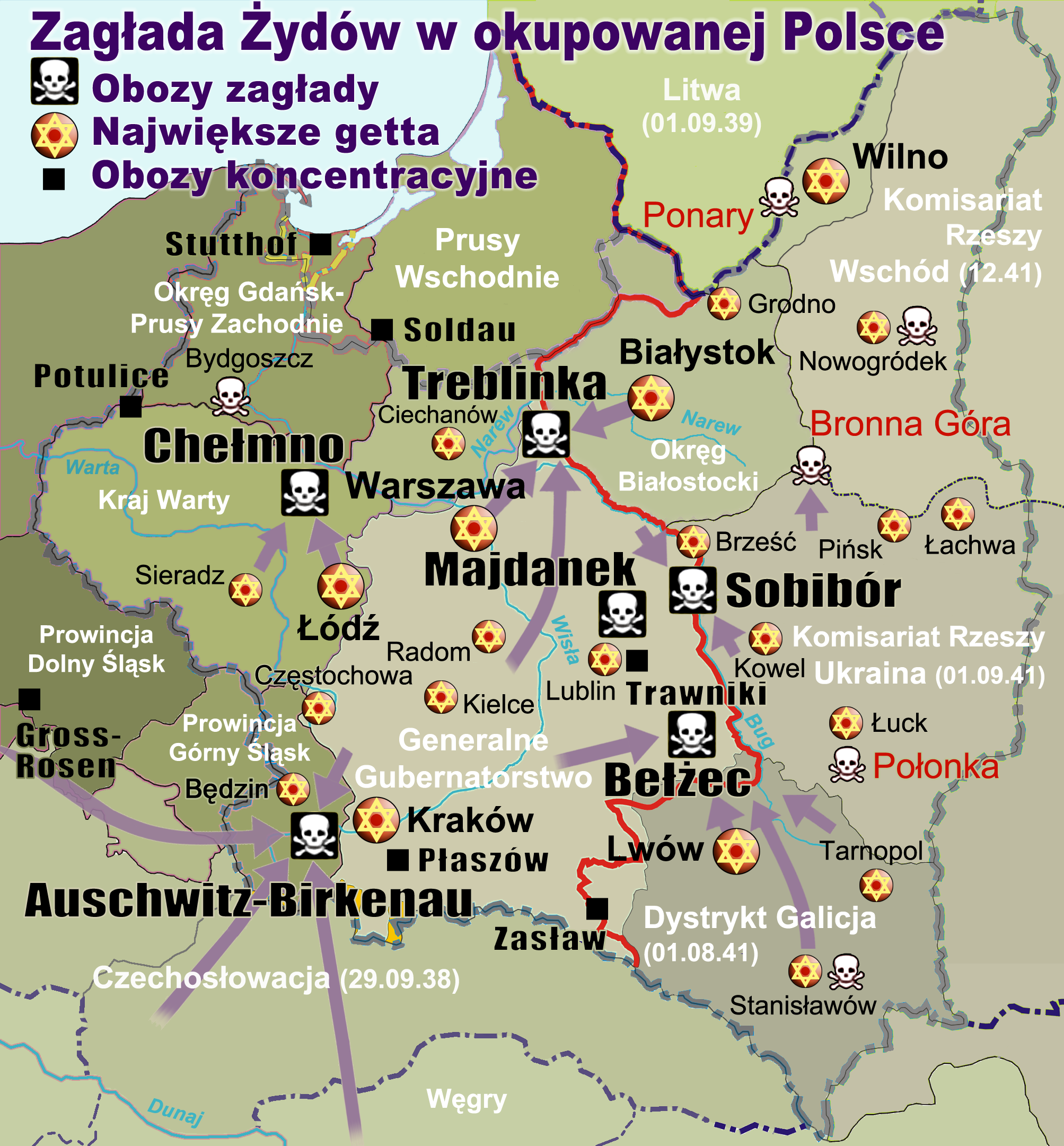
Zagłada Żydów okupowanej Polsce

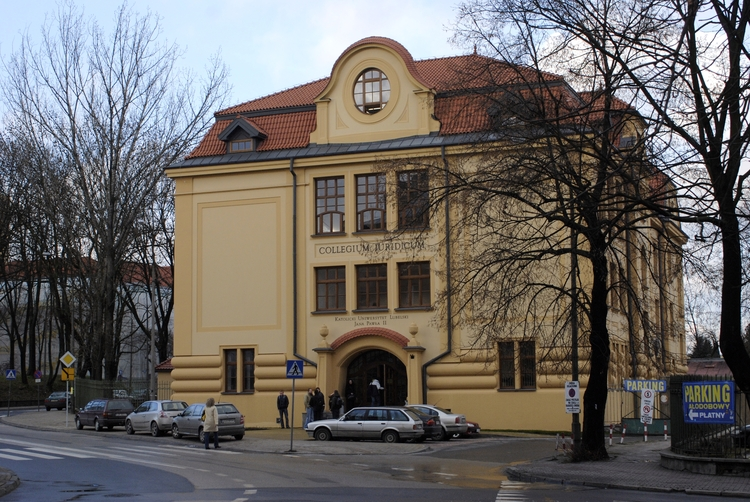
Siedziba sztabu akcji „Reinhardt” przy ul. Spokojnej 1 w Lublinie

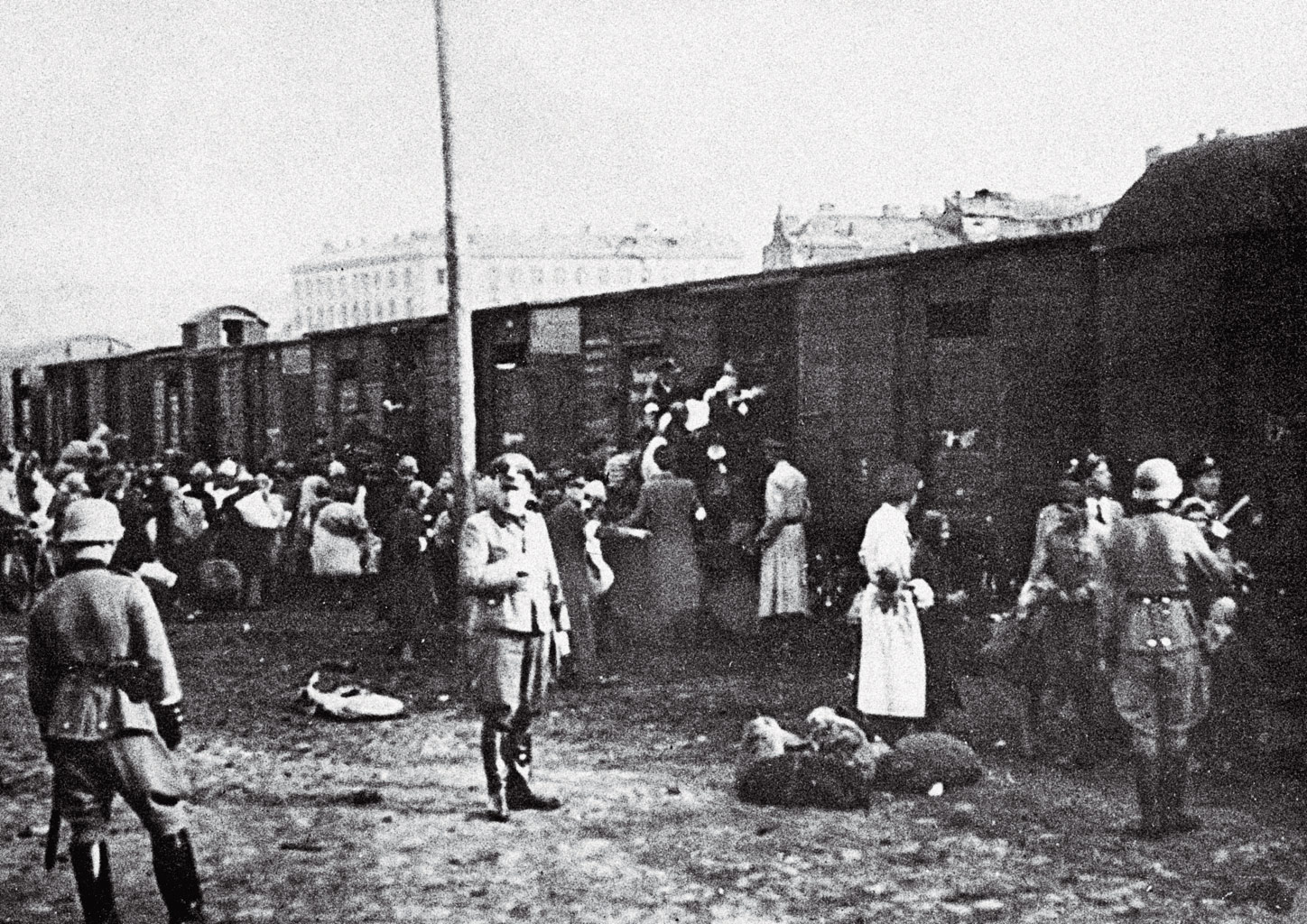
„Wielka Akcja” w getcie warszawskim. Formowanie transportu do obozu zagłady w Treblince na rampie Umschlagplatzu

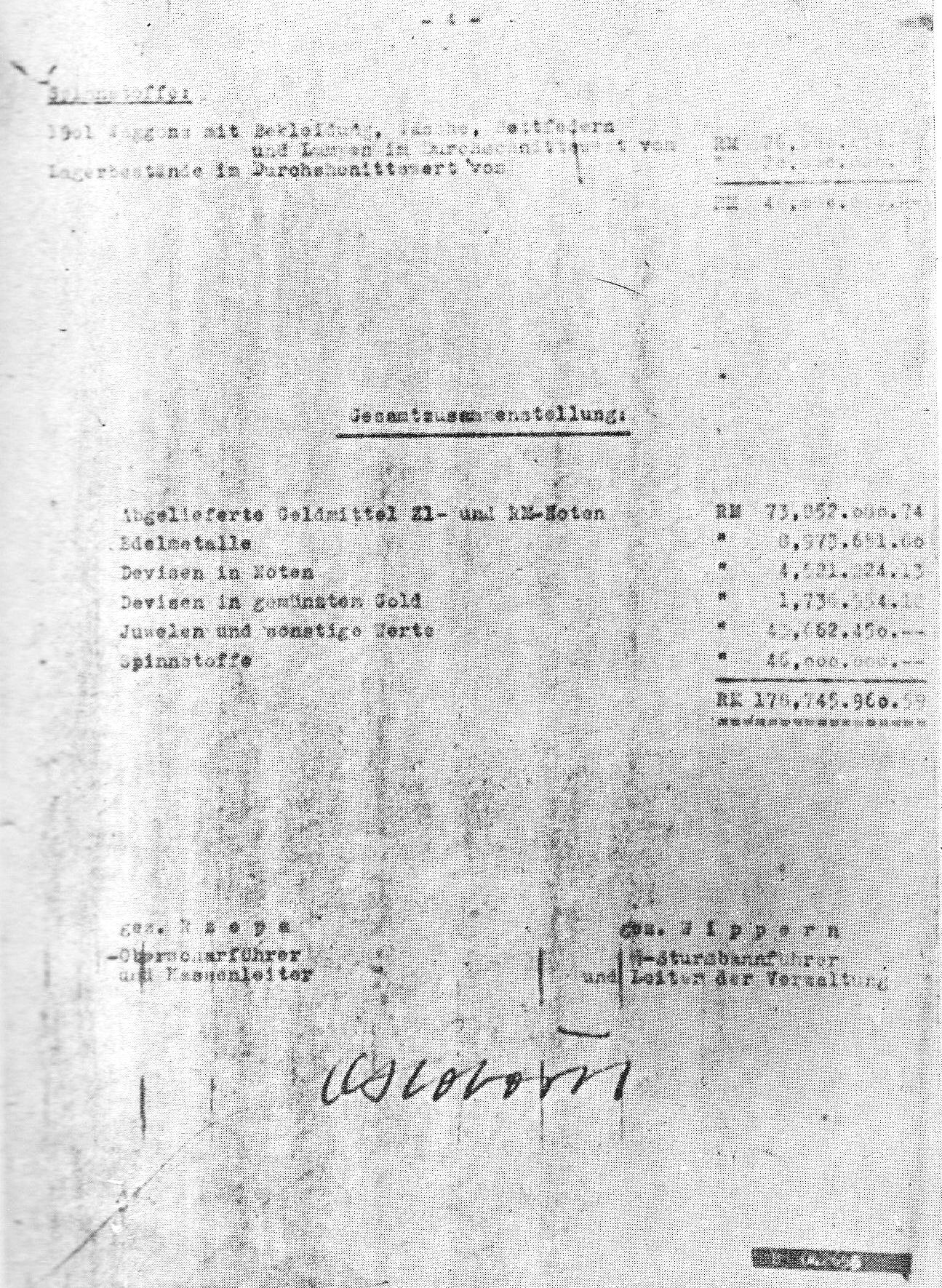
Ostatnia strona sprawozdania Globocnika, zawierającego rozliczenie finansowe akcji „Reinhardt”

Począwszy od lata 1940 roku Globocnik forsował radykalne plany germanizacji dystryktu lubelskiego poprzez jego zasiedlenie etnicznymi Niemcami. W sierpniu 1940 roku zaproponował Himmlerowi utworzenie na Lubelszczyźnie sieci niemieckich gospodarstw chłopskich o charakterze obronnym. Reichsführer zgodził się jednak wyłącznie na przekształcenie sześciu skonfiskowanych polskich majątków w „punkty oparcia SS i policji”. Nie osłabiło to jednak aktywności Globocnika. Dowiedziawszy się, że na mocy dekretu cesarza Józefa II z 1784 w okolicach Zamościa osiedlono niemieckich kolonistów, latem 1941 zainicjował w całym dystrykcie „akcję poszukiwania niemieckiej krwi”. Jej celem było „przywrócenie niemieckości” spolonizowanych osadników poprzez Rückgewinnung i Wiedereindeutschung, czyli „odzyskanie” i ponowne zniemczenie. Akcja objęła miejscowości Antoniówka, Białobrzegi, Brody Duże, Brody Małe, Dorbozy, Horyszów, Huszczka Duża, Huszczka Mała, Kowalówka, Płoskie, Rogóźno i Sitaniec. W utworzonym z Globocnika inicjatywy „Domu SS w Lublinie” (SS-Mannschaftshaus) eksperci do spraw rasy i osadnictwa, wspierani przez architektów i inżynierów budowlanych, opracowywali szeroko zakrojone plany osiedleńcze.
Projekty Globocnika budziły zdumienie nawet wśród zatwardziałych nazistów, którzy określali je mianem „szalonych” i „fantastycznych”. Niemniej Reichsführer był pod ich ogromnym wrażeniem i udzielał im pełnego poparcia. Globocnik stał się, wedle słów Dietera Pohla, „jednym z najważniejszych partnerów Himmlera w działaniach na Wschodzie”. 17 lipca 1941 roku, niespełna miesiąc po rozpoczęciu wojny niemiecko-sowieckiej, został mianowany „pełnomocnikiem Reichsführera-SS do spraw utworzenia baz policji i SS na nowym obszarze wschodnim”. Jego głównym zadaniem miało być dopilnowanie, by znajdujące się na podbitych terytoriach zakłady przemysłowe znalazły się pod kontrolą SS. Z uwagi na potrzebę zapewnienia bazom odpowiedniej obsady zorganizowano w Trawnikach specjalny obóz szkoleniowy SS, w którym formowano jednostki kolaboracyjne złożone z byłych żołnierzy Armii Czerwonej. „Trawnikowcy” zostali później wykorzystani przez Globocnika podczas eksterminacji Żydów.
Podczas wizyty w Lublinie w lipcu 1941 roku Himmler podjął decyzję o rozszerzeniu „akcji poszukiwania niemieckiej krwi” na całe Generalne Gubernatorstwo. Zezwolił także na realizację forsowanych przez Globocnika planów osiedleńczych. Skolonizowany przez niemieckich osadników dystrykt lubelski miał docelowo stać się swoistym „pomostem”, który połączyłby kraje bałtyckie z zamieszkanym przez mniejszość niemiecką rumuńskim Siedmiogrodem. W ten sposób ziemie centralnej Polski zamknięto by w swoistym „kotle”, a zamieszkująca je ludność zostałaby stopniowo „zduszona pod względem gospodarczym i biologicznym”.
Radykalne projekty osiedleńcze Globocnika wymagały, aby ziemie przeznaczone pod niemiecką kolonizację zostały „oczyszczone” z ludności żydowskiej, a w dalszej kolejności także z ludności polskiej. Początkowo niemieckie koncepcje „ostatecznego rozwiązania kwestii żydowskiej” przewidywały masowe wysiedlenia Żydów na Madagaskar lub na podbite ziemie ZSRR. W obliczu przedłużającej się wojny plany te stały się jednak niewykonalne. Na najwyższych szczeblach hitlerowskiego reżimu zaczęła więc krystalizować się koncepcja fizycznej eksterminacji Żydów. Zdaniem Bogdana Musiała, to właśnie Globocnik, który domagał się jak najszybszej realizacji swoich planów osiedleńczych, opracował plan wymordowania polskich Żydów w obozach zagłady, a następnie przekonał do niego Himmlera. Już we wrześniu 1941 roku porozumiał się z szefami Kancelarii Führera, Philippem Bouhlerem i Viktorem Brackiem, w sprawie oddelegowania na Lubelszczyznę grupy pracowników tej instytucji, którzy uprzednio uczestniczyli w akcji T4, czyli tajnym programie eksterminacji osób chorych psychicznie i niepełnosprawnych umysłowo. 13 października spotkał się natomiast w Kętrzynie z Himmlerem i Wyższym Dowódcą SS i Policji w Generalnym Gubernatorstwie, SS-Obergruppenführerem Friedrichem Wilhelmem Krügerem. Podczas tego spotkania omówiono najprawdopodobniej planowane operacje wysiedleńcze i osiedleńcze w dystrykcie lubelskim oraz przygotowane wcześniej przez Globocnika propozycje dotyczące fizycznej „likwidacji” Żydów. Wiele wskazuje, iż Globocnik uzyskał wtedy zgodę na rozpoczęcie masowej eksterminacji, gdyż już 1 listopada w Bełżcu rozpoczęła się budowa pierwszego obozu śmierci w Generalnym Gubernatorstwie. Niewykluczone, że podczas tego samego spotkania podjęto również decyzję o zorganizowaniu w dystrykcie lubelskim jeszcze jednego ośrodka zagłady, tj. obozu w Sobiborze. Musiał jest przekonany, że przeznaczeniem tych obozów od samego początku była eksterminacja wszystkich Żydów z Generalnego Gubernatorstwa, aczkolwiek inni historycy są skłonni przypuszczać, że pierwotnie planowano je wykorzystać wyłącznie do wymordowania Żydów z dystryktu lubelskiego.
Podczas konferencji w Wannsee w styczniu 1942 roku zapadła decyzja, że Żydzi z Generalnego Gubernatorstwa jako pierwsi zostaną objęci „ostatecznym rozwiązaniem”. Zadanie ich wymordowania Himmler powierzył Globocnikowi. Na cześć zabitego w czerwcu 1942 roku Reinharda Heydricha akcję eksterminacyjną ochrzczono później kryptonimem „Reinhardt” (Einsatz Reinhardt). Jicchak Arad podaje, że jako kierownik Einsatz Globocnik odpowiadał bezpośrednio przed Himmlerem. Inni historycy wskazują jednak, że zgodnie ze ścieżką służbową w procesie decyzyjnym uczestniczył także jego formalny zwierzchnik, Friedrich Wilhelm Krüger. Globocnikowi bezpośrednio podlegał 453-osobowy niemiecki personel Einsatz oraz oddziały kolaborantów z Trawnik. Trzon załóg trzech obozów zagłady stanowiło 94 weteranów akcji T4. Centrala akcji „Reinhardt”, ukryta pod nazwą „sztabu przesiedleńczego” (Aussiedlungsstab), została ulokowana w budynku przedwojennego gimnazjum przy ul. Spokojnej w Lublinie. Na czele sztabu stanął austriacki esesman, SS-Hauptsturmführer Hermann Höfle, który opracowywał plany deportacji oraz czuwał nad koordynacją działań lokalnych struktur SS i policji, administracji cywilnej oraz Generalnej Dyrekcji Kolei Wschodniej. Kwatermistrzem akcji „Reinhardt”, odpowiedzialnym zwłaszcza za sprawy związane z grabieżą żydowskiej własności, był SS-Sturmbannführer Georg Wippern. Z kolei mechanizm eksterminacji Żydów w obozach zagłady wypracował i wdrożył Christian Wirth – weteran akcji T4, pierwszy komendant obozu śmierci w Bełżcu, od sierpnia 1942 roku inspektor wszystkich obozów akcji „Reinhardt”.
Zagłada Żydów w Generalnym Gubernatorstwie rozpoczęła się w nocy 16 na 17 marca 1942 roku wraz z rozpoczęciem likwidacji getta w Lublinie i pierwszymi deportacjami do obozu zagłady w Bełżcu. Do połowy kwietnia w Bełżcu zgładzono około 66 tys. Żydów z gett w dystrykcie lubelskim i dystrykcie Galicja. Na początku maja rozpoczął działalność obóz zagłady w Sobiborze. Od tej pory deportacjami były obejmowane całe powiaty, a jednocześnie do „odciążonego” obozu w Bełżcu zaczęły nadchodzić transporty z dystryktu krakowskiego. 19 lipca 1942 roku Himmler rozkazał Krügerowi i Globocnikowi zakończyć do 31 grudnia 1942 roku deportację wszystkich Żydów z Generalnego Gubernatorstwa do obozów zagłady. Rozkaz ten spowodował znaczące zwiększenie tempa i zasięgu akcji eksterminacyjnej. 22 lipca rozpoczęła się „Wielka Akcja” w getcie warszawskim. Do nowo otwartego obozu zagłady w Treblince zaczęto kierować transporty z Warszawy, a także z gett prowincjonalnych dystryktu warszawskiego. W sierpniu akcją „Reinhardt” objęto dystrykt radomski, a w listopadzie – Okręg Białystok. Transporty z tamtejszych gett były kierowane przede wszystkim do Treblinki. Do listopada 1943 roku w Bełżcu, Sobiborze i Treblince, a także w obozie koncentracyjnym na Majdanku zgładzono około 1,5 mln Żydów. Kolejnych kilkaset tysięcy zostało zamordowanych w masowych egzekucjach, w czasie obław oraz w obozach pracy. Tym samym zdaniem Stephana Lahnstaedta całkowitą liczbę ofiar akcji „Reinhardt” należy szacować na co najmniej 1,8 mln. Zdecydowaną większość stanowili wśród nich polscy Żydzi, aczkolwiek w obozach Globocnika zamordowano także około 140 tys. Żydów pochodzących z Austrii, Protektoratu Czech i Moraw, Francji, Grecji, Holandii, Jugosławii, Niemiec, Słowacji, ZSRR.
Jako kierownik Einsatz Globocnik domagał się jak najszybszego zakończenia deportacji, gdyż obawiał się, że każda zwłoka może uniemożliwić doprowadzenie eksterminacji do końca. Gdy latem 1942 roku remonty linii kolejowych wymusiły chwilowe przerwanie deportacji do Sobiboru, skierował 101. policyjny batalion rezerwy do Józefowa Biłgorajskiego i Łomaz z rozkazem rozstrzelania mieszkańców tamtejszych gett. Pod koniec sierpnia 1942 roku osobiście przeprowadził inspekcję w Treblince, gdy proces eksterminacji uległ tam załamaniu na skutek niekompetencji komendanta Irmfrieda Eberla. Wszedł ponadto w skład zarządu utworzonej w marcu 1943 roku spółki Ostindustrie GmbH („Osti”). Pod jej parasolem SS zamierzało czerpać zyski z pracy chwilowo oszczędzonych Żydów, których planowano zgromadzić w obozach pracy Globocnika na Lubelszczyźnie. Raport końcowy z akcji „Reinhardt” Globocnik przedłożył Himmlerowi 4 listopada 1943 roku, a jej szczegółowy bilans finansowy – 5 stycznia 1944 roku.
Udział w Zagładzie był dla Globocnika okazją do osobistego wzbogacenia się. Jego ordynans twierdził, że zrabowane ofiarom kosztowności przed umieszczeniem w centralnych magazynach akcji „Reinhardt” przechodziły „przegląd” w rezydencji brigadeführera. Jego adiutant wspominał z kolei o „workach z pieniędzmi”, które składano w piwnicach rezydencji po większych „akcjach” przeciwko Żydom. Brigadeführer wykorzystywał ponadto swoje stanowisko do prowadzenia nielegalnych przedsięwzięć gospodarczych, w tym czarnorynkowego handlu. Jednym z jego partnerów w interesach miał być znany żydowski kolaborant z Lublina, Szama Grajer, którego Globocnik ostatecznie rozkazał zamordować, pozbywając się w ten sposób niewygodnego świadka. Korupcji i defraudacji dopuszczali się również podwładni Globocnika z personelu Einsatz. Proceder ten przybrał takie rozmiary, że Himmler polecił sędziemu SS Konradowi Morgenowi przeprowadzenie śledztwa, które nie przyniosło jednak większych rezultatów.

### Wysiedlenia z Zamojszczyzny

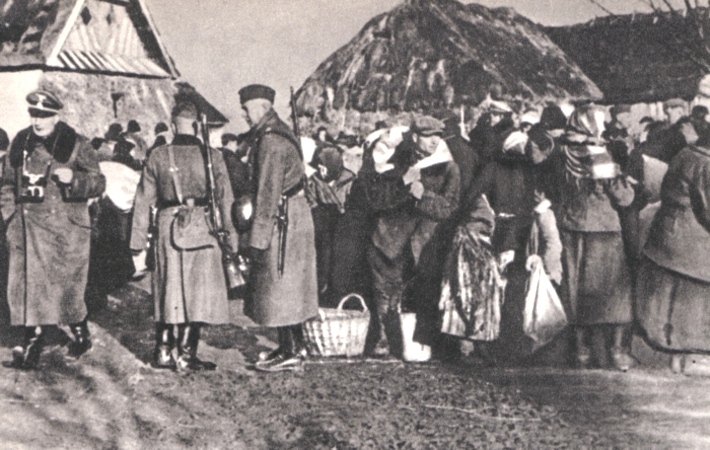
Wysiedlenia z Zamojszczyzny

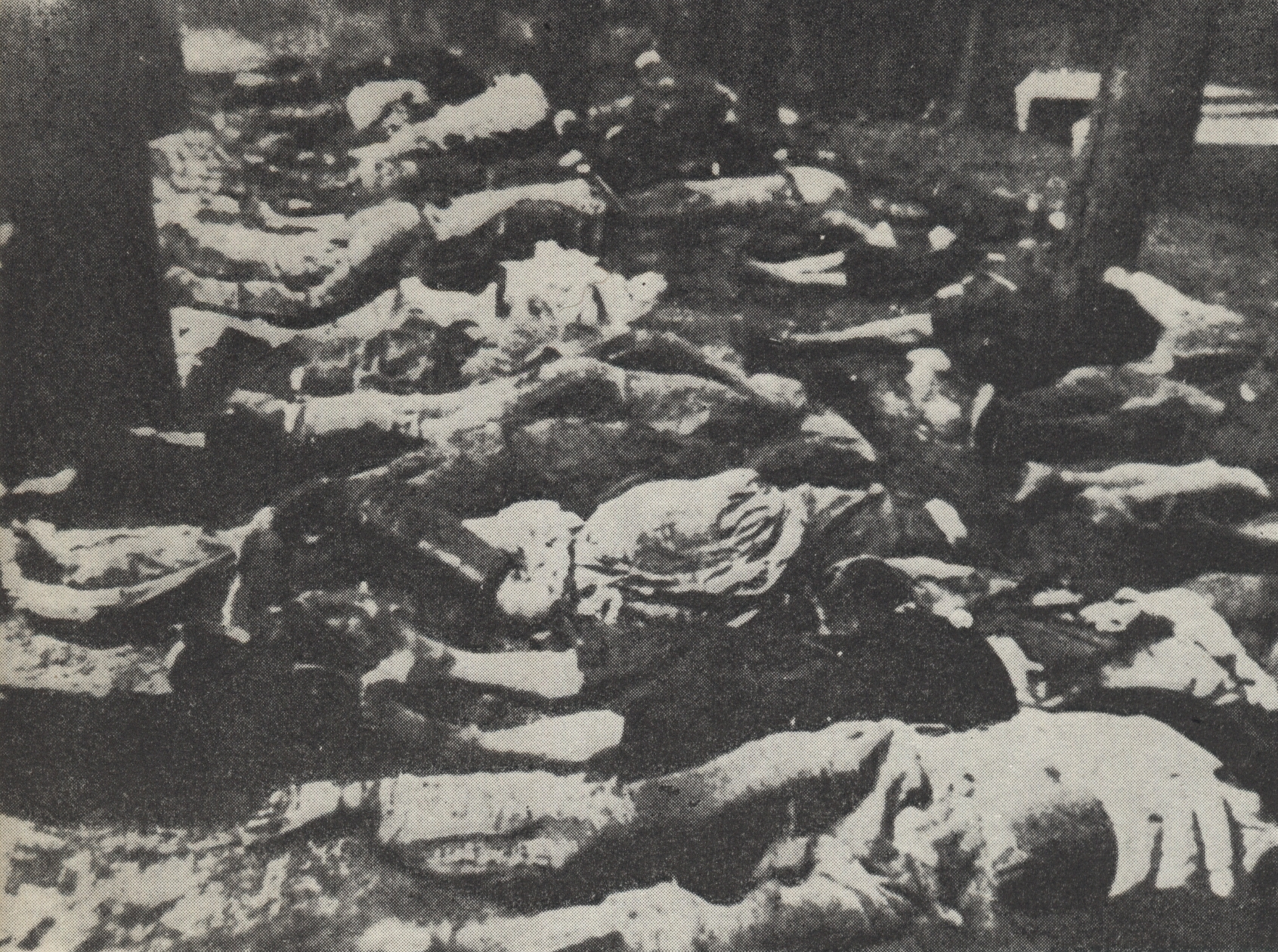
Zwłoki mieszkańców wsi Sochy zamordowanych podczas pacyfikacji w czerwcu 1943 roku

Równolegle z eksterminacją Żydów, nie czekając na wojenne zwycięstwo Niemiec, Globocnik zamierzał zrealizować swoje plany osiedleńcze. Już w listopadzie 1941 roku z siedmiu wsi pod Zamościem wypędzono ponad 2 tys. mieszkańców, na których miejsce sprowadzono 100 niemieckich rodzin. Było to jednak tylko preludium do szeroko zakrojonej operacji wysiedleńczo-pacyfikacyjnej, którą rozpoczęto na Zamojszczyźnie niespełna rok później. Niemieckie plany przewidywały, że ze składających się na ten region czterech powiatów zostanie wysiedlonych 140 tys. Polaków, zamieszkałych w 696 wsiach. Na ich miejsce zamierzano sprowadzić 60 tys. niemieckich kolonistów, przede wszystkim volksdeutschów z różnych krajów Europy. Ponadto część opróżnionych wsi Niemcy planowali zasiedlić Ukraińcami, chcąc stworzyć w ten sposób swoisty bufor osłaniający niemiecki obszar osiedleńczy, a zarazem zantagonizować Polaków z Ukraińcami.
Wysiedlenia z Zamojszczyzny rozpoczęły się w nocy z 27 na 28 listopada 1942 roku. Oddziały SS i policji otaczały polskie wsie i metodycznie wysiedlały ludność. Wysiedleńców gromadzono w prymitywnych obozach przejściowych w Zamościu, Zwierzyńcu i Biłgoraju, gdzie byli selekcjonowani pod kątem wartości „rasowej” i zdolności do pracy. Osoby „wartościowe rasowo” były kierowane do specjalnych ośrodków germanizacyjnych w Rzeszy. Zdolnych do pracy mężczyzn i kobiety wywożono na roboty przymusowe. Osoby starsze i „bezwartościowe rasowo” dzieci były natomiast przesiedlane do tzw. wsi rentowych. Około 21% wysiedleńców deportowano bezpośrednio do obozów koncentracyjnych, przede wszystkim do Auschwitz-Birkenau i na Majdanek. Do sierpnia 1943 roku akcją objęto 294 wsie, z których wypędzono 110 tys. Polaków. W gronie wysiedlonych znalazło się 30 tys. dzieci, z których jedna trzecia straciła życie. Do opróżnionych wsi sprowadzono 13 tys. niemieckich osadników. Akcjami przesiedleńczymi objęto także 18 tys. Ukraińców.
Działania Niemców spotkały się z biernym oporem wysiedlanej ludności oraz ze zbrojną reakcją polskiego ruchu oporu. Oddziały partyzanckie Batalionów Chłopskich, Armii Krajowej i Gwardii Ludowej usiłowały powstrzymać ekspedycje pacyfikacyjno-wysiedleńcze, atakowały niemieckie obiekty gospodarcze i komunikacyjne, a także przeprowadzały akcje odwetowe we wsiach zasiedlonych przez niemieckich kolonistów. Globocnik odpowiedział brutalnymi represjami. Oddziały SS i policji zamordowały m.in. ponad 160 mieszkańców wsi Kitów (11 grudnia 1942) oraz około 180 mieszkańców wsi Sochy (1 czerwca 1943). Pod koniec czerwca 1943 roku Globocnik zarządził przeprowadzenie na Zamojszczyźnie szeroko zakrojonej akcji pacyfikacyjnej o kryptonimie „Werwolf”. W 163 wsiach zamordowano wtedy około tysiąca Polaków.
Opór stawiany przez polską partyzantkę oraz klęski Wehrmachtu na froncie wschodnim ostatecznie zmusiły Niemców do przerwania wysiedleń. Aktion Zamość pogrążyła region w chaosie, zdezorganizowała jego gospodarkę i sprowokowała polski ruch oporu do otwartej walki z okupantem. Tragiczny los dzieci Zamojszczyzny wywołał wśród ludności polskiej powszechne wzburzenie. Ten stan rzeczy doprowadził do otwartego konfliktu Globocnika z administracją cywilną. Początkowo dzięki wsparciu Himmlera wychodził z tych potyczek obronną ręką, a jego główny rywal, gubernator Ernst Zörner, został w kwietniu 1943 roku odwołany z Lublina. Wkrótce jednak sytuacja stała się tak napięta, że generalny gubernator Hans Frank interweniował bezpośrednio u Hitlera. Chcąc załagodzić spór Himmler zgodził się odwołać swego protegowanego. Początkowo rozważał mianowanie go Dowódcą SS i Policji na obszar Russland-Mitte, ostatecznie zdecydował się jednak przenieść go na wybrzeże Adriatyku. 13 września 1943 roku Globocnik został awansowany do rangi SS-Gruppenführera i generała policji. Tydzień później wraz z grupą najbliższych współpracowników opuścił Lublin.

### Wyższy Dowódca SS i Policji w Trieście

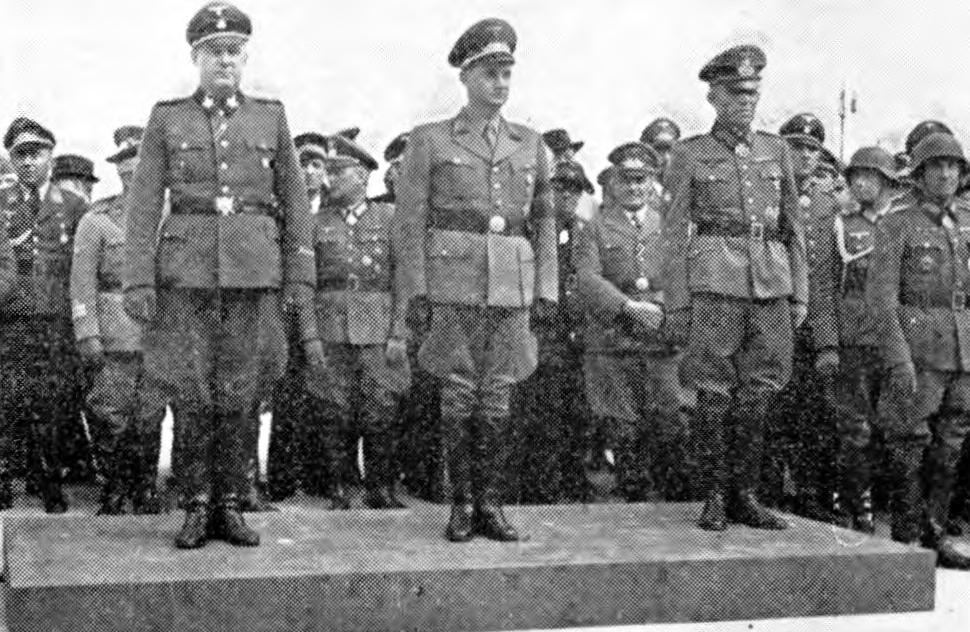
Globocnik (pierwszy z lewej) w czasie służby w Trieście. Obok niego stoją kolejno Friedrich Rainer i gen. Ludwig Kübler

We wrześniu 1943 roku Włochy skapitulowały przed mocarstwami alianckimi, w konsekwencji czego wojska niemieckie rozpoczęły okupację północnej i środkowej części kraju. Triest, rodzinne miasto Globocnika, stał się stolicą nowo utworzonej Strefy Operacyjnej Regionu Wybrzeża Adriatyku. Gruppenführer przybył tam 23 września 1943 roku, aby objąć funkcję Wyższego Dowódcy SS i Policji. Jego przyjaciel z czasów austriackiej NSDAP, Friedrich Rainer, został natomiast szefem administracji cywilnej. Wraz z Globocnikiem do Triestu przybyła grupa jego podwładnych z czasów akcji „Reinhardt”, w tym większość esesmanów z personelu Bełżca, Sobiboru i Treblinki. Sformowano z nich specjalną jednostkę pod nazwą Einsatz R, na której czele stanął Christian Wirth.
Pod nadzorem Globocnika Einsatz R natychmiast przystąpiła do aresztowań Żydów i konfiskaty ich własności. W nieczynnej łuskarni ryżu Risiera di San Sabba w dzielnicy Servola w Trieście powstał obóz koncentracyjny, w którym podwładni Globocnika przy udziale słoweńskich ochotników z SS przetrzymywali, torturowali i mordowali Żydów oraz osoby podejrzewane o współpracę z ruchem oporu. Liczbę ofiar obozu szacuje się na 3–5 tys. osób. Ponadto z Triestu skierowano 22 transporty do Auschwitz-Birkenau i innych obozów koncentracyjnych. Znalazło się w nich około 20 tys. osób.
Po przybyciu do Triestu Globocnik przystąpił także do walki z jugosłowiańską i włoską partyzantką w myśl doktryny Bandenbekämpfung, zakładającej zasadę odpowiedzialności zbiorowej. Opatrzył własnym wstępem wydany wówczas podręcznik taktyki przeciwpartyzanckiej Hannsa Schneidera-Bosgarda Bandenkampf in der Operationszone Adriatisches Küstenland. Podległe mu oddziały SS i policji rozstrzeliwały zakładników oraz pacyfikowały wsie i miasteczka, mordując setki mieszkańców, a tysiące pozbawiając dachu nad głową. Globocnik organizował także zakrojone na szeroką skalę łapanki, których celem było pozyskanie siły roboczej do prac przy budowie fortyfikacji na tzw. Pozycji Prealpy (Voralpenstellung). Jednocześnie wraz z Rainerem prowadził politykę wspierania konserwatywnych i antykomunistycznych środowisk słoweńskich przeciwko Włochom, a także słoweńskiej partyzantce komunistycznej.
22 października 1944 roku Globocnik poślubił młodszą o 13 lat Laurentię (Lorę) Peterschinegg (półżydówkę, zm. 1974), terenową przywódczynię Bund Deutscher Mädel w Karyntii. Himmler, który wcześniej doprowadził do zakończenia jego związku z Irmgard Rickheim, wyraził zgodę na małżeństwo. Uczynił to jednak bez entuzjazmu, czego przejawem była m.in. odmowa świadkowania na ślubie. W styczniu 1946 roku, ponad siedem miesięcy po śmierci Globocnika, Lora urodziła jego syna – Petera.

## Śmierć
Wiosną 1945 roku klęska III Rzeszy była już oczywista. Niemiecki front we Włoszech i na Bałkanach uległ załamaniu. W nocy z 29 na 30 kwietnia Globocnik opuścił Triest i ewakuował się do Karyntii. SS-Obergruppenführer Hartmann Lauterbacher twierdził, że w ostatnich dniach wojny Globocnik rozkazał zamordować prominentnych zakładników, których przywieziono z obozu koncentracyjnego Sachsenhausen i umieszczono w luksusowym hotelu nad Pragser Wildsee. Na skutek obstrukcji Lauterbachera i kilku innych nazistów egzekucję jakoby zdołano jednak odwlec do czasu, aż więźniowie zostali uwolnieni przez wojska amerykańskie.
Około 5–6 maja Globocnik dotarł do Klagenfurtu, gdzie spotkał się z żoną. Prawdopodobnie za jej radą postanowił ukryć się w schronisku BDM, które znajdowało się na górskiej hali Mösslacher Alm nieopodal jeziora Weißensee. Ukryła się tam również grupa jego podwładnych, wśród nich Hermann Höfle i Ernst Lerch. 30 maja dołączył do nich jeszcze Friedrich Rainer. W trakcie ucieczki Globocnik odłączył się od swojego sztabu i dopiero 20 maja na własną rękę dotarł do kryjówki. Nie wiadomo, co działo się z nim w przeciągu dwóch tygodni między 6 a 20 maja. Owa tajemnicza nieobecność dała później pożywkę teoriom spiskowym, iż w tym czasie ukrył zagrabione przez siebie skarby.
Tymczasem do brytyjskich żołnierzy z 4 Pułku Huzarów Królowej, którzy stacjonowali w rejonie Paternion, dotarła wiadomość, że grupa wysokich rangą nazistów ukrywa się w górskiej chacie na Mösslacher Alm. Informatorem był podoficer SS Siegfried Kummerer, któremu wcześniej ludzie Globocnika odmówili udzielenia schronienia w swej kryjówce. Późnym wieczorem 30 maja oddział pod dowództwem mjr. Alexandra Ramsaya i kpt. Guy P. Wheelera udał się na Mösslacher Alm. Następnego poranka Brytyjczycy otoczyli schronisko, zatrzymali wszystkich znajdujących się tam mężczyzn, po czym zabrali ich do Paternion. Rainer został od razu zidentyfikowany, lecz Globocnik, który miał na sobie cywilne ubranie i posiadał sfałszowane dokumenty, usiłował ukryć swą tożsamość. Niemniej Brytyjczycy podejrzewali, że mają do czynienia z poszukiwanym zbrodniarzem wojennym i, chcąc go zdemaskować, posłużyli się podstępem. Gdy więźniów prowadzono do cel, Ramsay głośno krzyknął „Globocnik!”, na co zaskoczony Gruppenführer odruchowo odwrócił głowę. Zorientowawszy się, że został rozpoznany, przegryzł ukrytą w ustach kapsułkę z cyjankiem potasu. Śmierć nastąpiła niemal natychmiast. Będący świadkami tej sceny esesmani potwierdzili później tożsamość samobójcy.
Globocnik został pogrzebany w nieoznakowanym grobie nad brzegiem rzeki Drawy, na polu, które miejscowa ludność nazywała Sautratten. Za zmarłego został oficjalnie uznany postanowieniem sądu krajowego w Klagenfurcie z 1 lipca 1949 roku.
Po wojnie krążyły pogłoski, iż Globocnik wciąż żyje, a mężczyzną, który popełnił samobójstwo na dziedzińcu zamku Paternion, był w rzeczywistości ktoś inny. Rozmaici świadkowie twierdzili, że spotkali go w Argentynie, w Irlandii lub na hiszpańskim Costa Brava. W tej sytuacji Szymon Wiesenthal wystąpił do władz austriackich o ponowne zbadanie okoliczności śmierci Globocnika. W 1964 roku austriacka policja przeprowadziła dochodzenie, w którego konkluzji uznała, że „z dużym prawdopodobieństwem można przyjąć”, że Globocnik „sam sobie wymierzył sprawiedliwość” i spoczywa na Sautratten. Śledczy oparli się przede wszystkim na zeznaniach świadków i brytyjskich dokumentach, nie zdecydowali się natomiast na przeprowadzenie ekshumacji.

## W kulturze
Globocnik jest jednym z głównych antagonistów w powieści Roberta Harrisa Vaterland z 1992 roku, a także w nakręconym na jej podstawie filmie Vaterland – Tajemnica III Rzeszy (1994). W tym ostatnim w jego postać wcielił się John Shrapnel.
Globocnik pojawia się także na kartach powieści Jonathana Littella Łaskawe.

## Odznaczenia
- Krzyż Niemiecki w Srebrze (1945)[174]
- Krzyż Zasługi Wojennej (1941)[90]
- Order Korony Króla Zwonimira I stopnia z Gwiazdą i Mieczami (1944)[174]
- Odznaka za Walkę z Bandami (1944)[174]
- Odznaka Honorowa za zasługi dla Pielęgnowania Niemczyzny (1941)[90]
- Pierścień Trupiej Główki SS (1939)[175]